# Ægte isop
Ægte isop (Hyssopus officinalis) er en dværgbusk med en opstigende, stiv vækst. Planten indeholder flerekraftigt duftende stoffer, som er bakterie- og svampedræbende.

## Beskrivelse
Grenene er først firkantede med lysegrøn bark, men efter et år bliver de runde med brun bark. Gamle grene får gråbrun, opsprækkende bark. Knopperne er modsatte, slanke og lysegrønne. Bladene er linjeformede og helrandede med en tydelig, forsænket midterribbe. Oversiden er mørkt grågrøn, mens undersiden er lyst grågrøn. Blomstringen sker i juli-august og den består af blomsterkranse ved hvert bladpar på grenens yderste tredjedel. Blomsterne er blå (hvide og lyserøde varianter findes også) og uregelmæssige. Frugterne er kapsler med nogle få, mørkebrune frø.
Rodnettet består af en kraftig og dybtgående pælerod, som bærer kraftige siderødder. 
Højde x bredde og årlig tilvækst: 0,50 x 0,50 m (20 x 20 cm/år).

## Hjemsted
Ægte isop hører hjemme i det centrale Europa og i Sydeuropa. Den er knyttet til lysåbne, tørre og kalkholdige stepper og makiområder. 
I Cevennerne, en sydfransk bjergegn, findes den sammen med bl.a. Blærebælg, buksbom, cikorie, fennikel, merian, bjergmandstro, Calamintha menthifolia (en bjergmynte-art), dueskabiose, foderesparsette, gul evighedsblomst, havetimian, klasekortlæbe, middelhavsene, rundbladet bærmispel, smalbladet soløjetræ, tidlig timian og ægte lavendel
| Portal | Portal:Botanik |

## Note
1. ↑  Terrestrische Ökologische Exkursion des FB Biologie Arkiveret 16. juni 2013 hos  Wayback Machine (tysk)